# 中尾隼太
中尾 隼太（なかお はやた、1995年1月20日 - ）は、ジャパンラグビーリーグワン三重ホンダヒートに所属するラグビー選手。

## プロフィール
- 長崎県出身[1]。
- ポジションはスタンドオフ (SO)[2]。
- 身長: 175 cm、体重: 82 kg
- 7人制日本代表に選ばれたことがある[3]。
- 日本代表キャップは1。（2022年11月20日現在）

## 略歴
2013年、長崎北陽台高校卒業後、鹿児島大学に入学する。
2016年、鹿児島大学ラグビー部の主将に就任した。
2017年、鹿児島大学卒業後、東芝ブレイブルーパス (現・東芝ブレイブルーパス東京)に加入。同年8月19日に行われたジャパンラグビートップリーグ第1節のNECグリーンロケッツ戦にて先発出場で公式戦初出場を果たす。
2022年5月、同年夏季の15人制日本代表候補に初選出され同年6月からの代表合宿に参加するも途中離脱し試合出場は無かった。
　 同年9月秋季15人制日本代表候補に再選出され、2022年10月1日の対オーストラリアA代表戦（秩父宮ラグビー場　*代表キャップ非対象試合）での先発出場（SO）を経て、 2022年11月20日の対フランス代表戦(スタジアム・ド・トゥールーズ)にてリザーブ入りし、山中亮平と終盤交代し途中出場で日本代表として公式戦初出場を果たした。
2024年6月、三重ホンダヒートに入団。